# Сейковиці
Сейковиці (пол. Sejkowice) — село в Польщі, у гміні Пацина Ґостинінського повіту Мазовецького воєводства.
Населення — 174 особи (2011).
У 1975-1998 роках село належало до Плоцького воєводства.

## Демографія
Демографічна структура станом на 31 березня 2011 року:
|          | Загалом | Допрацездатний вік | Працездатний вік | Постпрацездатний вік |
| -------- | ------- | ------------------ | ---------------- | -------------------- |
| Чоловіки | 93      | 12                 | 71               | 10                   |
| Жінки    | 81      | 12                 | 45               | 24                   |
| Разом    | 174     | 24                 | 116              | 34                   |